# Dreamaker
Dreamaker fue una banda española de power metal progresivo. Formada en el año 2003, por tres antiguos miembros del grupo madrileño de power metal, Dark Moor, luego de la separación de dicha banda.

## Biografía
Dreamaker comenzó cuando la cantante Elisa C. Martin, el guitarrista Albert Maroto y el baterista Jorge Sáez abandonaron Dark Moor, en el año 2003, debido a diferencias musicales. Más tarde se unieron a ellos el guitarrista Matías Sosa, el bajista Carlos Peña, y el antiguo tecladista de Dark Moor, Roberto Peña de Camús, quien había dejado Dark Moor en el año 2002 y se ofreció a contribuir con Dreamaker. Aunque al poco tiempo Roberto P. de Camus deja la banda y es reemplazado por Nino Ruiz.
En septiembre de 2003, la banda firmó un contrato con Arise Records por dos álbumes y empezaron a grabar su primer álbum de estudio, Human Device. El álbum fue lanzado en Europa, Japón y en algunos países de habla hispana a principios del año 2004. La banda dio una gira por Japón en el mes de mayo. Mientras estaban en ese país, los guitarristas Albert Maroto y Matías Sosa grabaron un vídeo para Young Guitar Magazine.
En mayo del año 2005, la banda lanza su segundo álbum de estudio titulado Enclosed. En este introdujeron más elementos electrónicos y de cultura general. El mismo año, el guitarrista Matías Sosa deja la agrupación y es reemplazado por David Ramos.
Poco antes de grabar su tercer disco y con las canciones ya compuestas, la banda decide disolverse y cada miembro tomaría caminos diferentes.

## Discografía
- Human Device (2004)
- Enclosed (2005)

## Alineación
- Elisa C. Martin - Vocalista
- Albert Maroto - Guitarra
- David Ramos - Guitarra
- Carlos “Ke Patxa” Peña - Bajo
- Nino Ruiz - Teclados
- Jorge Sáez - Percusión